# Altenburg (Weiler)

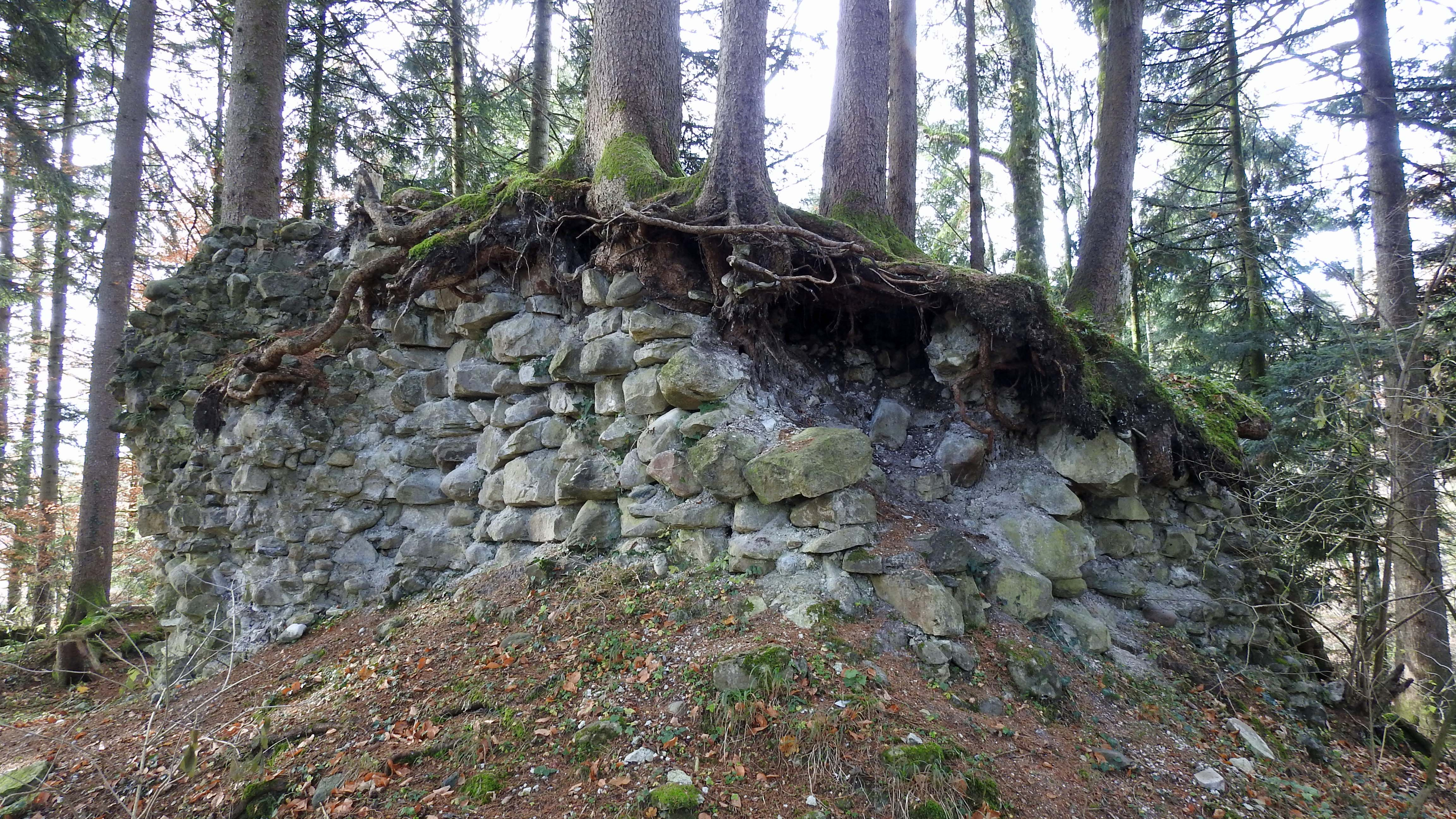
Mauerrest der Burgruine Altenburg von Osten

Die Altenburg, auch Burg Weiler, Weilerburg, Altenberg genannt, ist die Ruine einer Spornburg auf 690 m ü. NN im Ortsteil Altenburg des Marktes Weiler-Simmerberg im Landkreis Lindau in Bayern.

## Geschichte
Die Burg wurde im 13. Jahrhundert von Eberhard von Weiler, damals namensgebend für „Weilerburg“, erbaut und Mitte des 13. Jahrhunderts im Besitz der Herren von Weiler, die vermutlich Dienstmannen des Abtes von St. Gallen waren, erwähnt.
Die Töchter von Hans Wilhelm von Weiler († 1557), dem letzten männlichen Mitglied der Herren von Weiler zur Altenburg, verkauften die Herrschaft Altenburg mitsamt Burg 1569 an das Haus Habsburg. Käufer war Erzherzog Ferdinand II., der Bruder Kaiser Maximilians II. Die Altenburg diente fortan als Amtshaus der österreichischen Amtmänner des Gerichtes Altenburg-Kellhöf. 1784 wurde die Burg auf Abbruch verkauft und 1826 wurden noch Steine der Ruine für den Kirchturm in Scheidegg verwendet. Von der ehemaligen Burganlage sind nur noch Mauerreste aus Bruchsteinmauerwerk erhalten.

## Sagen
Für die Altenburg sind zwei Sagen überliefert: Die Schatzhüterin von der Altenburg und Die letzten Herren auf Altenburg.